# All-Star Game de la ABA 1975
El octavo  All-Star Game de la ABA de la historia se disputó el día 28 de enero de 1975 en el HemisFair Arena de San Antonio, Texas. El equipo de la Conferencia Este estuvo dirigido por  Kevin Loughery, entrenador de New York Nets y el de la Conferencia Oeste por Larry Brown, de Denver Nuggets. La victoria correspondió al equipo del Este, por 151-124, siendo elegido MVP del All-Star Game de la ABA el base de los Spirits of St. Louis Freddie Lewis, que consiguió 26 puntos, 10 asistencias, 5 rebotes y 2 robos de balón. El partido fue seguido en directo por 10.449 espectadores.

## Estadísticas

### Conferencia Oeste
| CONFERENCIA OESTE      |                         |     |     |     |     |     |     |     |     |     |     |     |    |     |
| Jugador                | Equipo                  | MIN | TCA | TCI | 3PA | 3PI | TLA | TLI | REB | AST | ROB | TAP | FP | PTS |
| George McGinnis        | Indiana Pacers          | 32  | 6   | 14  | 0   | 1   | 6   | 11  | 12  | 5   | 3   | 1   | 5  | 18  |
| George Gervin          | San Antonio Spurs       | 30  | 8   | 15  | 0   | 1   | 7   | 8   | 6   | 3   | 6   | 5   | 2  | 23  |
| Mack Calvin            | Denver Nuggets          | 28  | 4   | 16  | 0   | 1   | 9   | 10  | 3   | 7   | 1   | 0   | 2  | 17  |
| Swen Nater             | San Antonio Spurs       | 26  | 5   | 13  | 0   | 0   | 2   | 2   | 5   | 1   | 0   | 0   | 3  | 12  |
| Ralph Simpson          | Denver Nuggets          | 25  | 3   | 10  | 0   | 0   | 0   | 0   | 3   | 0   | 1   | 0   | 1  | 6   |
| James Silas            | San Antonio Spurs       | 23  | 5   | 7   | 0   | 0   | 11  | 11  | 3   | 5   | 2   | 0   | 3  | 21  |
| Ron Boone              | Utah Stars              | 23  | 4   | 8   | 0   | 0   | 2   | 2   | 2   | 2   | 1   | 2   | 4  | 10  |
| Moses Malone           | Utah Stars              | 20  | 2   | 3   | 0   | 0   | 2   | 5   | 10  | 0   | 0   | 1   | 1  | 6   |
| Mike Green             | Denver Nuggets          | 18  | 3   | 6   | 0   | 0   | 0   | 0   | 3   | 0   | 0   | 0   | 4  | 6   |
| Caldwell Jones         | San Diego Conquistadors | 15  | 2   | 4   | 0   | 0   | 1   | 1   | 4   | 0   | 0   | 1   | 4  | 5   |
| Total                  |                         | 240 | 42  | 96  | 0   | 3   | 40  | 50  | 51  | 23  | 14  | 10  | 29 | 124 |
| Entrenador Larry Brown | Denver Nuggets          |     |     |     |     |     |     |     |     |     |     |     |    |     |

MIN: Minutos. TCA: Tiros de campo anotados. TCI: Tiros de campo intentados. 3PA: Tiros de 3 puntos anotados. 3PI: Tiros de 3 puntos intentados. TLA: Tiros libres anotados. TLI: Tiros libres intentados. REB: Rebotes. AST: Asistencias.ROB: Robos de balón. TAP: Tapones. FP: Faltas personales. PTS: Puntos

### Conferencia Este
| CONFERENCIA ESTE          |                      |     |     |     |     |     |     |     |     |     |     |     |    |     |
| Jugador                   | Equipo               | MIN | TCA | TCI | 3PA | 3PI | TLA | TLI | REB | AST | ROB | TAP | FP | PTS |
| Freddie Lewis             | Spirits of St. Louis | 33  | 11  | 15  | 1   | 1   | 3   | 3   | 5   | 10  | 2   | 0   | 3  | 26  |
| Artis Gilmore             | Kentucky Colonels    | 28  | 4   | 8   | 0   | 0   | 3   | 7   | 13  | 2   | 1   | 1   | 3  | 11  |
| Julius Erving             | New York Nets        | 27  | 6   | 12  | 1   | 1   | 8   | 10  | 7   | 7   | 2   | 1   | 4  | 21  |
| Louie Dampier             | Kentucky Colonels    | 27  | 5   | 8   | 1   | 2   | 0   | 0   | 3   | 1   | 2   | 0   | 4  | 11  |
| Brian Taylor              | New York Nets        | 21  | 9   | 13  | 0   | 0   | 3   | 5   | 1   | 3   | 4   | 0   | 4  | 21  |
| Marvin Barnes             | Spirits of St. Louis | 21  | 6   | 13  | 0   | 0   | 4   | 4   | 1   | 1   | 0   | 0   | 2  | 16  |
| Dan Issel                 | Kentucky Colonels    | 20  | 3   | 6   | 0   | 0   | 1   | 2   | 7   | 1   | 0   | 0   | 4  | 7   |
| Billy Paultz              | New York Nets        | 18  | 2   | 7   | 0   | 0   | 0   | 0   | 4   | 4   | 1   | 3   | 2  | 4   |
| Larry Kenon               | New York Nets        | 16  | 6   | 11  | 0   | 0   | 0   | 0   | 4   | 1   | 0   | 0   | 0  | 12  |
| Dave Twardzik             | Virginia Squires     | 15  | 4   | 4   | 0   | 0   | 6   | 7   | 1   | 3   | 4   | 0   | 6  | 14  |
| Stew Johnson              | Memphis Sounds       | 14  | 4   | 11  | 0   | 1   | 0   | 0   | 3   | 2   | 1   | 0   | 2  | 8   |
| Total                     |                      | 240 | 60  | 108 | 3   | 5   | 28  | 38  | 49  | 35  | 17  | 5   | 34 | 151 |
| Entrenador Kevin Loughery | New York Nets        |     |     |     |     |     |     |     |     |     |     |     |    |     |

MIN: Minutos. TCA: Tiros de campo anotados. TCI: Tiros de campo intentados. 3PA: Tiros de 3 puntos anotados. 3PI: Tiros de 3 puntos intentados. TLA: Tiros libres anotados. TLI: Tiros libres intentados. REB: Rebotes. AST: Asistencias.ROB: Robos de balón. TAP: Tapones. FP: Faltas personales. PTS: Puntos